# Schloss Gemünden

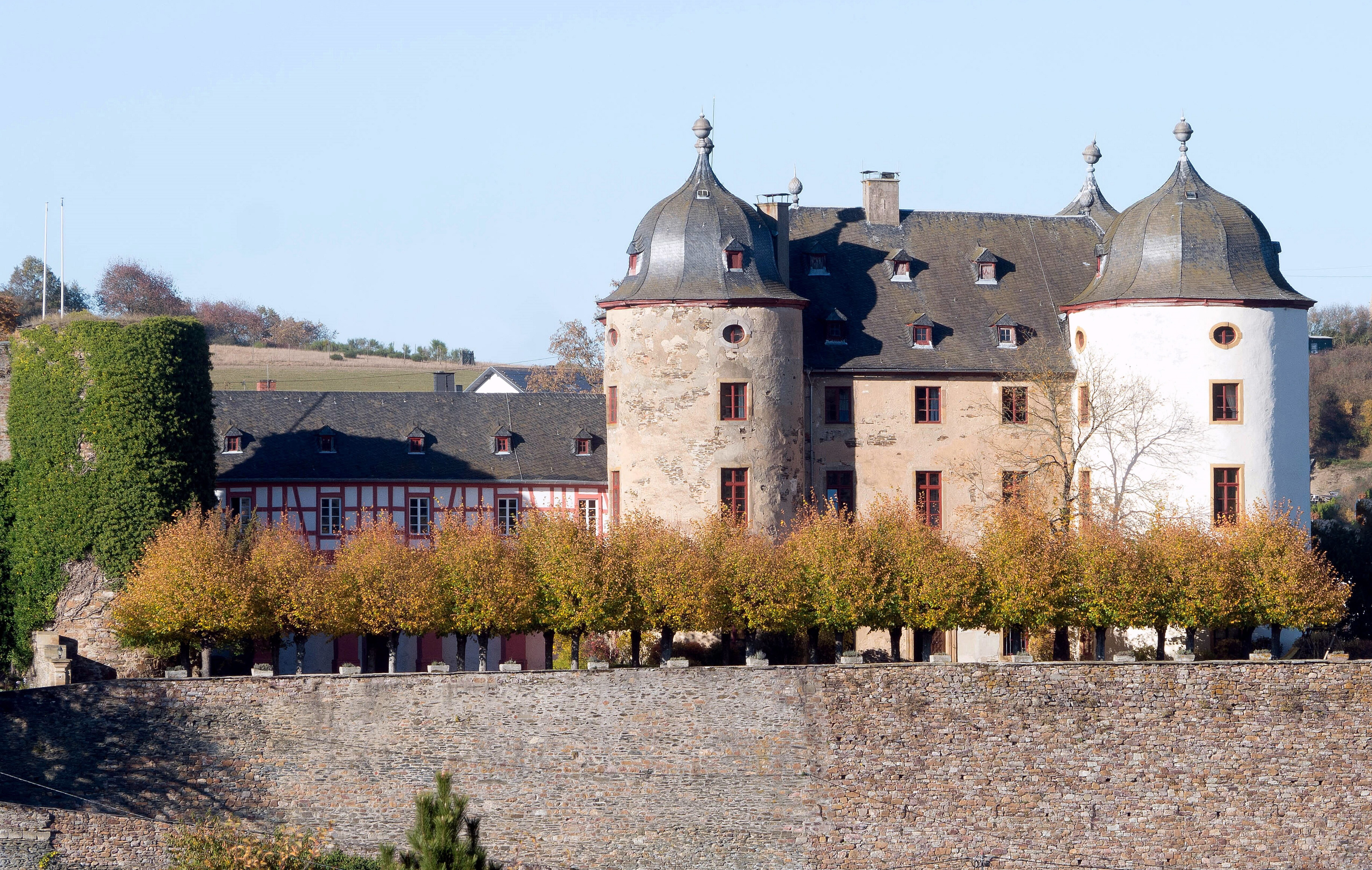
Schloss Gemünden, Stadtseite

Das Schloss Gemünden ist eine Schlossanlage im Hunsrück im Ort Gemünden.

## Lage
Das Schloss steht auf etwa 315 Meter Höhe über NN auf einem gut 30 Meter hohen Bergrücken über dem Ort Gemünden im Tal des Simmerbaches. Es prägt das Erscheinungsbild der kleinen Gemeinde Gemünden. Das Schloss befindet sich am Nordrand des Soonwaldes, zehn Kilometer südlich der Kreisstadt Simmern und 50 Kilometer südlich von Koblenz. Mainz liegt 55 Kilometer östlich und Kirn zwölf Kilometer südlich (alle Angaben in Luftlinie).

## Geschichte
An der Stelle des heutigen Schlosses stand eine mittelalterliche Burg, die erstmals 1301 erwähnt wurde, wohl aber älteren Ursprungs sein dürfte. Die Anlage war zunächst im Besitz der Grafen von Sponheim, die sie an die Herren von Koppenstein bzw. Schenk von Schmidtburg verliehen. 1514 kauften die Schenk von Schmidtburg die Anlage von den Erben der Sponheimer. Im Pfälzischen Erbfolgekrieg 1689 wurde die Burganlage durch französische Besatzungstruppen unter Ludwig XIV. weitgehend zerstört, in den Jahren 1718 bis 1728 das heutige Schloss auf den Grundmauern der Burg wiedererrichtet. Die letzte Schmidtburgerin heiratete 1815 Hauptmann Johann Anton von Salis-Soglio aus Graubünden, der 1827 als Freiherr in die preußischen Adelsmatrikel eingetragen wurde, und brachte dieser Familie das Schloss ein, das sie noch heute bewohnt. Auch die Burg Koppenstein gehört zum Besitz.

## Anlage

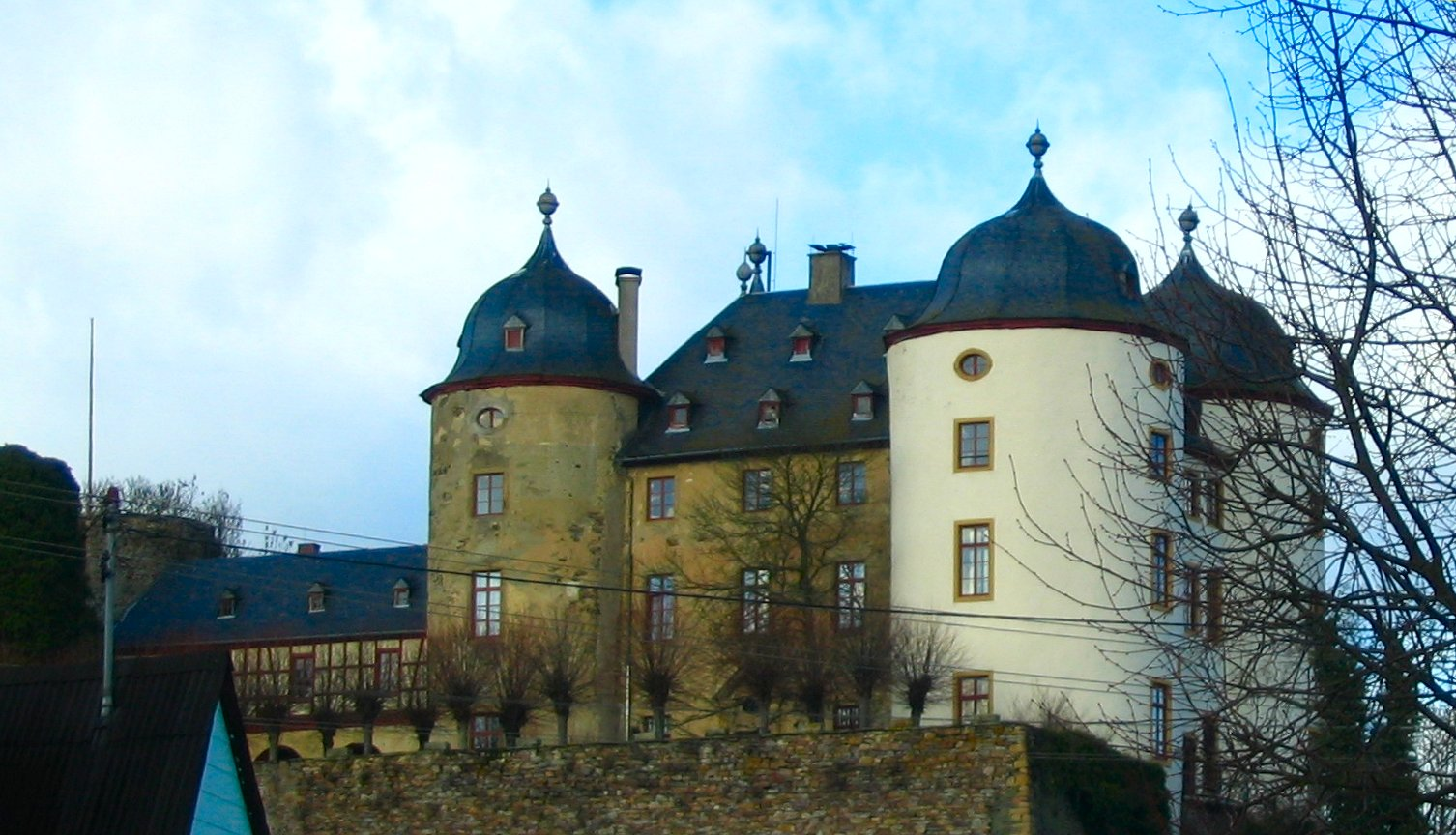
Schloss Gemünden im Winter

Das gut erhaltene Schloss besteht aus einem rechteckigen dreigeschossigen Wohnbau mit vier wuchtigen runden Ecktürmen. Diese besitzen barock geschwungene Dachhauben. Der heutige Schlossbau wurde in einer Teilungsurkunde von 1417 als neu bezeichnet. Der zweite, ältere Hauptbau ist heute Ruine und bestand aus einem ursprünglich wohl viergeschossigen Wohnturm mit zwei vorgelagerten Rundtürmen. Auch dieses Gebäude wird in der Urkunde von 1417 erwähnt. Später wurden zwei der Geschosse abgetragen, sodass heute nur noch der tonnengewölbte Keller und Reste des ersten Obergeschosses erhalten sind. Beide Gebäude sind durch einen Zwischenbau miteinander verbunden. Darüber hinaus sind noch weite Teile der Vorburg erhalten.

## Gegenwart
Das Schloss ist in Privatbesitz und wird von der Eigentümerfamilie bewohnt. Teile der Anlage können zu Familienfeiern oder sonstigen Anlässen angemietet werden. Das Innere des Schlosses kann nicht besichtigt werden. Es finden keine Führungen statt.